# Jozua (boek)
Jozua (Hebreeuws: יהושע) is het zesde boek van de Hebreeuwse Bijbel (het Oude Testament). Het boek bestaat uit verhalen over hoe de Israëlieten onder leiding van Jozua (de opvolger van Mozes) het land Kanaän veroverden.

## Plaats in de Bijbel
Jozua is het eerste boek na de Thora, ook wel Pentateuch genoemd, de eerste vijf boeken van de Hebreeuwse Bijbel en in het jodendom het belangrijkste deel ervan.  De verhalen in Jozua volgen op die in Deuteronomium, dat eindigt met de dood van Mozes. De overgang van Deuteronomium naar Jozua is ook de overgang van de Thora naar de Profeten. Ook inhoudelijk vindt er een overgang plaats: de Thora noemt de belofte van het Beloofde Land en deze vindt in het boek Jozua zijn vervulling. De Bijbelboeken die op Jozua volgen, vertellen hoe het de Israëlieten in dat beloofde land verging. Rechters gaat verder met de verhalen waar het boek Jozua ophoudt.
De eerste zes boeken van de Bijbel, de Thora plus Jozua, worden ook wel de Hexateuch genoemd.

## Ontstaan en auteurschap
Traditioneel wordt het boek Jozua toegeschreven aan Jozua zelf. De Babylonische Talmoed meldt dat Jozua het boek geschreven heeft, op de passage over zijn dood na, die geschreven zou zijn door Eleazar. Sommige conservatieve of orthodox-christelijke uitleggers zijn nog steeds van mening dat het boek grotendeels door Jozua zelf geschreven is en dat het boek dus kort na de beschreven gebeurtenissen, ergens tussen 1500 en 1200 v.Chr., ontstaan is.
Dat Jozua het boek geschreven heeft werd al vroeg betwijfeld. Jitschak Abarbanel wees er in de 15e eeuw al op dat er gebeurtenissen beschreven worden die volgens het boek Rechters pas na Jozua's dood plaatsvonden en dat het (herhaalde) gebruik van de uitdrukking "tot op de dag van vandaag" er ook op wijst dat Jozua de auteur niet kan zijn.
Tegenwoordig neemt men meestal aan dat het boek in zijn huidige vorm het resultaat is van een redactieproces waarbij gebruikgemaakt is van verschillende bronnen. De boeken Deuteronomium, Jozua, Rechters, Samuel en Koningen worden samen wel de deuteronomistische geschiedenis genoemd, een term die in 1943 door de Duitse Bijbelwetenschapper Martin Noth geïntroduceerd werd. Veel onderzoekers nemen aan dat deze vijf boeken het resultaat zijn van het werk van redacteur(s) uit de 7e en/of 6e eeuw v.Chr. Deze redacteurs maakten gebruik van bestaand materiaal dat zij samenvoegden, redigeerden en soms aanvulden, met het doel de geschiedenis van Israël vanaf de laatste toespraken van Mozes voor de inname van Kanaän tot aan de Babylonische ballingschap op schrift te stellen.
Het ontstaansproces van Jozua wordt meestal onderverdeeld in drie fases:
1. Predeuteronomistische overleveringen: Tot de oudste predeuteronomistische overleveringen in het boek Jozua worden de zogeheten "verhalen over de stadsveroveringen" (Jozua 2-9) gerekend. Of deze voor de deuteronomistische redactie al een gezamenlijke tekst vormden, blijft omstreden. Martin Noth dacht van wel,[3] V. Fritz van niet.[4] Mogelijk horen de lijsten van overwonnen koningen (Jozua 12:7,9-24), enkele geografische beschrijvingen en lijsten in Jozua 15-19 en de vertelling over de volksvergadering in Sichem (Jozua 24) tot de oudste bronteksten van het boek Jozua.
2. Deuteronomistische redactie: De deuteronomistische redacteurs zijn waarschijnlijk verantwoordelijk voor de redes (Jozua 1:1-9, 10-18; 13:1-7; 22:1-6; 23:1-16), overzichten (Jozua 11:16-23; 21:43-45) en lijsten (Jozua 12:1-8). Er is geen consensus in wetenschappelijk onderzoek over de historische classificatie van de verschillende deuteronomistische lagen in het boek Jozua of dat er uiteindelijk slechts één deuteronomistische laag is.
3. Priesterlijke toevoegingen: De verdeling van de steden onder de Levieten (Jozua 21:1-42) kan vrijwel zeker worden toegeschreven aan een priesterlijke redactie. Misschien geldt dit ook voor de regulering van de cultus op de oostelijke Jordaanoever (Jozua 22:9-34).

Met betrekking tot het literaire ontwikkelingsproces van het boek Jozua is alleen consensus over de fundamentele erkenning van het deuteronomistische redactiewerk.

## Stijl en structuur
Het boek kan in twee grote delen en een inleiding en appendix verdeeld worden. Na de inleiding (hoofdstuk 1) vertelt het eerste hoofddeel (hoofdstuk 1 t/m 12) over de inval in Kanaän en de verovering van het land. Dit deel bevat voornamelijk verhalende gedeelten. Het tweede hoofddeel (hoofdstuk 13 t/m 21) bevat voornamelijk geografische overzichten en lijsten betreffende de verdeling van het land en een aantal andere zaken. Ten slotte volgt nog een kort verhalend deel (hoofdstuk 22 t/m 24) met twee redevoeringen van Jozua. Het boek eindigt met de dood van Jozua.
Een groot deel van Jozua, met name het eerste hoofddeel, heeft een etiologisch karakter: er worden verklaringen gegeven voor (plaats)namen, gebruiken en gedenktekens door het achterliggende verhaal te vertellen. Voorbeelden hiervan zijn Jozua 5:2-9 waarin de naam Gilgal ("Voorhuidenheuvel") wordt verklaard, Jozua 4 waarin de herkomst en betekenis van de steenhopen bij en in de Jordaan worden verklaard en Jozua 9 waarin de maatschappelijk positie van de Gibeonieten wordt verklaard. Mogelijk hadden deze verhalen tot doel om jonge Israëlieten aan de hand van eigentijdse, zichtbare zaken bekend te maken met de geschiedenis van het volk.

### De persoon Jozua
De beschrijving van Jozua kent parallellen met die van Mozes. Hij trok zijn schoenen uit bij een ontmoeting met God (5:15), net zoals Mozes dat deed (Exodus 3:5). Mozes leidde het volk door de Rode Zee, Jozua leidde het volk door de Jordaan. Net als Mozes (Deuteronomium 9:25-29) trad Jozua op als een soort advocaat voor het volk bij God toen het volk gezondigd had (7:7-9). Zoals Deuteronomium eindigt met de dood van Mozes, zo eindigt het boek Jozua met de dood van Jozua.
Stilistisch is er een verschil. Mozes wordt beschreven als een echt mens. Hij twijfelde en was soms onzeker. Op andere momenten was hij juist opvliegend en impulsief. Over het karakter en de emoties van Jozua lezen we echter eigenlijk niets, zelfs niet waar hij de hoofdpersoon is. Misschien was dit een bewuste keuze van de schrijver of redacteur, die op deze manier de overeenkomsten tussen Mozes en Jozua wilde benadrukken. Het is ook mogelijk dat dit verschil juist diende om aan te geven dat Jozua, hoeveel overeenkomsten er ook tussen hem en Mozes zijn, niet van hetzelfde statuur was: Mozes was "de dienaar van de Heer" en Jozua "de rechterhand van Mozes" (Jozua 1:1).

## Indeling
A. Inleiding (hoofdstuk 1)
1. Jozua wordt aangesteld en krijgt de opdracht het land te veroveren (1:1-1:9)
2. Jozua instrueert het volk en het volk reageert positief (1:10-1:18)
1. De verovering van het land (hoofdstuk 1 t/m 12)
3. Rachab en de spionnen in Jericho (2)
4. Het oversteken van de Jordaan (3,4)
5. Besnijdenis en Paasfeest (5:1-12)
5. Jozua ontmoet de aanvoerder van het leger van de Heer (5:13-15)
6. De verovering van Jericho (6)
7. De schending van de ban (7)
8. De verovering van Ai (8:1-29)
9. De plechtigheid op de Ebal (8:30-35)
10. De list van de Gibeonieten (9)
11. De slag bij Gibeon (10:1-28)
12. De verovering van het zuiden (10:29-43)
13. De verovering van het noorden (11:1-15)
14. Overzichten van veroveringen (11:16-13:7)
2. De verdeling van het land (hoofdstuk 13 t/m 21)
1. De verdeling van het grondgebied ten oosten van de Jordaan (13:8-33)
2. De gebieden van Kaleb, Juda, Efraim en Manasse (14-17)
3. De gebieden van Benjamin, Simeon, Zebulon, Issachar, Aser, Naftali, Dan en Jozua (18-19)
4. Steden voor de Levieten en vrijplaatsen (20-21)
B. Afsluitende hoofdstukken (hoofdstuk 22 t/m 24)
1. Terugkeer van de Overjordaanse stammen en de bouw van een altaar (22)
2. De afscheidsrede van Jozua (23)
3. De volksvergadering in Sichem (24:1-28)
4. De dood van Jozua en Eleazar (24:29-33)

## Inhoud
Het begin van Jozua sluit aan bij het einde van Deuteronomium. Het gebied ten oosten van de Jordaan is veroverd onder leiding van Mozes en verdeeld onder de stammen Ruben en Gad en een deel van Manasse. De Israëlieten hebben hun kamp opgeslagen bij Sittim (ook wel Abel-Sittim of Abel-Hassittim genoemd, Numeri 33:49) in Moab, aan de oostzijde van de Jordaan, buiten het land Kanaän. Mozes is inmiddels gestorven (Deuteronomium 34).

### Deel 1: De verovering van het land

#### De opdracht om Kanaän te veroveren (1)
Na de dood van Mozes (Deut. 34) krijgt Jozua, de rechterhand van Mozes, van God de opdracht de leiding over het volk op zich te nemen en hen te leiden bij de inname van het beloofde land, Kanaän. God zal hen bij deze inname bijstaan en voor een goede afloop zorgen. Maar Jozua moet zich bij alles wat hij doet wel aan Gods wet houden en op God vertrouwen. Jozua laat opzieners (of: schrijvers) het kamp doorgaan om de mensen te vertellen dat ze over drie dagen (uiteindelijk zal dit langer duren) de Jordaan over zullen steken. Hij herinnert de stammen Ruben, Gad en een deel van Manasse, die zich al in de hun toegewezen gebieden aan de oostzijde van de Jordaan gevestigd hebben (Numeri 32:33-42), aan hun belofte (Numeri 32:17-18) om de rest van het volk te helpen bij de strijd om het land.

#### Rachab en de spionnen in Jericho (2)

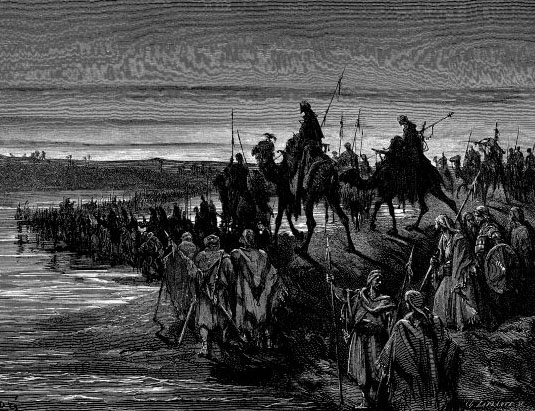
De oversteek van de Israëlieten verbeeld door Gustave Doré.

Jozua stuurt twee spionnen naar Jericho, de eerste stad die aangevallen zal worden, om de stad en het gebied eromheen te verkennen. De spionnen vinden in Jericho onderdak bij Rachab, die een huis (of misschien een herberg) op of in de stadsmuur heeft. De koning van Jericho hoort van de aanwezigheid van de spionnen en hij stuurt mensen naar Rachab om ze op te halen. Rachab heeft de twee mannen op het dak onder bossen vlas verborgen en zegt tegen de mannen van de koning dat de spionnen inmiddels de stad uit zijn, waarop de mannen van de koning in de richting van de Jordaan vertrekken.
Rachab gaat naar de mannen op het dak en vertelt hen dat de inwoners van Jericho bang zijn voor Israël en ze vraagt of de mannen ervoor willen zorgen dat Rachab en haar familie tijdens de inname van Jericho niet gedood of slecht behandeld zullen worden. Rachab laat de spionnen langs een touw aan de buitenkant van de stadsmuur naar beneden zakken en zegt dat ze naar de bergen (en dus nog niet naar de Jordaan) moeten gaan. Daar moeten ze zich drie dagen schuilhouden. De spionnen beloven Rachab dat zij en haar familie gespaard zullen worden tijdens de inname van de stad, mits ze de plannen van Israël niet verraadt en zij en haar familie tijdens de inname binnen zijn, in Rachabs huis. Rachab moet een rood koord aan het venster binden zodat de soldaten van Israël weten welk huis het hare is.
De spionnen houden zich drie dagen schuil in de bergen, waarna ze de Jordaan oversteken en zich bij Jozua melden.

#### Overtocht over de Jordaan (3-5)
De ochtend na de terugkeer van de spionnen vertrekt het volk vanuit Sittim naar de Jordaan, die ze na drie dagen oversteken. De priesters gaan met de Ark van het Verbond voorop. Wanneer de priesters de Jordaan instappen komt het water tot stilstand en vormt een dam. Als alle Israëlieten overgestoken zijn worden er twee gedenktekens, allebei bestaand uit twaalf stenen, opgericht: een in het (nieuwe) kamp in Gilgal en een in het midden van de Jordaan.
Nu krijgt Jozua van God de opdracht om de mannelijke Israëlieten te besnijden. Deze waren nog niet besneden omdat alle (besneden) mannen die de uittocht uit Egypte hadden meegemaakt inmiddels gestorven waren (Numeri 14, behalve Jozua en Kaleb) en er tijdens de reis in de woestijn niet besneden werd.

#### De verovering van Jericho (6)
Op een keer, als Jozua in de omgeving van Jericho loopt, ziet hij plotseling een man met een getrokken zwaard tegenover zich. De man stelt zich voor als de "aanvoerder van het leger van Heer" (of: "de vorst van het heir der Heren"), en hij zegt dat Jozua zijn sandalen uit moet trekken omdat hij op heilige grond staat (vergelijk Exodus 3:5).
Jericho is inmiddels volledig afgesloten in verband met de komst van de Israëlieten. God zegt echter tegen Jozua dat Hij de stad aan hem uit zal leveren. Het volk moet zes dagen lang elke dag een keer rond de stad trekken. De weerbare mannen voorop, gevolgd door zeven priesters met ramshoorns die op hun beurt weer gevolgd worden door de Ark. Helemaal achteraan volgt de rest van het volk. De priesters moeten op de hoorns blazen, maar de Israëlieten moeten zich stilhouden. Op de zevende dag moeten ze zo niet één, maar zeven keer om de stad lopen. Bij de zevende keer echter moet het volk als de priesters op de ramshoorn blazen in geschreeuw uitbarsten.
Jozua en de Israëlieten doen zoals hen opgedragen is. Op de zevende dag, als ze voor de zevende maal de stad rond trekken en de priesters op hun hoorns blazen, roept Jozua: "Schreeuw, want de Heer heeft u Jericho in handen gegeven!" (6:16). Hij voegt hier aan toe dat de ban van God op Jericho ligt: dat wil zeggen dat de Israëlieten alle buitgemaakte goederen aan God moeten wijden. Alles uit de stad wat niet aan God gewijd wordt, moet vernietigd worden.
Als het volk in geschreeuw uitbarst stort de muur van Jericho in. De Israëlieten trekken de stad binnen en doden alle mannen, vrouwen, kinderen en bejaarden en ook al het vee (6:21). Jozua had de twee spionnen echter opdracht gegeven Rachab en haar familie op te halen en veilig naar het kamp te brengen. De stad wordt in brand gestoken. Alleen voorwerpen van goud, zilver, koper, brons of ijzer worden meegenomen en naar de tabernakel gebracht.

#### Schending van de ban en verovering van Ai (7-8)
De volgende stad die Jozua wil veroveren is Ai. Mannen die het gebied verkennen melden dat de stad weinig inwoners heeft en dat het niet nodig is dat het hele leger tegen Ai optrekt. Jozua zendt daarop een leger van 3.000 man naar de stad. De bewoners van Ai doen echter een uitval (8:5) en het leger van de Israëlieten wordt op de vlucht gejaagd.
Als Jozua zich bij God beklaagt over de nederlaag vertelt God hem dat iemand goederen uit Jericho gestolen heeft, ondanks dat hierop een ban rustte, en dat God hen niet helpt tot het volk zich van de gestolen goederen ontdaan heeft. De volgende dag wijst God Achan aan als de schuldige en Achan bekent. Hij heeft een mantel en zilver en goud gestolen en deze onder zijn tent begraven. Achan wordt vervolgens samen met zijn zonen en dochters gestenigd en verbrand.
Israël trekt nu opnieuw op tegen Ai, maar dit keer met het gehele leger. Ook maakt Jozua dit keer gebruik van een list: hij laat een deel van het leger zich verdekt opstellen aan de andere kant, de westkant, van de stad. Wanneer Jozua met de rest van het leger de stad vanuit het noorden nadert verlaten de koning van Ai en zijn mannen de stad om Israël aan te vallen (net als de vorige keer). De Israëlieten slaan op de vlucht en lokken op deze manier het leger van Ai bij de stad weg. Op een teken van Jozua nemen de mannen die zich schuil hielden ten westen van de stad deze in en ze steken hem in brand. Als het leger van Ai de rook uit de stad ziet schrikken ze en de vluchtende Israëlieten maken van de gelegenheid gebruik om om te keren en hen aan te vallen. Alle krijgers van Ai worden door de Israëlieten gedood, op de koning na. Ook de rest van de bevolking van Ai wordt vervolgens gedood: 12.000 mannen en vrouwen totaal. De gevangengenomen koning wordt gedood en zijn lijk opgehangen aan een boom. Het vee en de goederen mogen de Israëlieten dit keer voor zichzelf buit maken.

#### De Gibeonieten en de vijf koningen (9-10:28)
De inwoners van Gibeon, een stad ten westen van Jericho en ten noordwesten van Jeruzalem, zijn bang geworden door wat ze over Israël gehoord hebben en ze nemen hun toevlucht tot een list. Deze Gibeonieten sturen een groep mensen naar Jozua die zich moeten voordoen als een afvaardiging uit een ver land. Ze trekken afgedragen kleren aan en nemen versleten zadeltassen, gebarsten wijnzakken en uitgedroogd en verkruimeld brood mee. Zo lijkt het net alsof ze een lange reis achter de rug hebben. Bij Jozua aangekomen vragen ze hem om een vredesverdrag met hen te sluiten. Jozua en de Israëlieten, die verzuimen om God om raad te vragen, trappen hier in en sluiten het gewenste verdrag met hen.
Als de Israëlieten enkele dagen later naar Gibeon en een aantal andere steden trekken, komen ze erachter dat ze een verbond met de Gibeonieten gesloten hebben in plaats van met een volk uit een ver land. Vanwege dit verbond worden de Gibeonieten niet gedood, maar ze moeten voortaan dienstdoen als houthakkers en waterputters voor Israël.
Intussen heeft koning Adonisedek van Jeruzalem met vier andere Kanaänitische koningen een verbond tegen Israël gesloten en ze vallen met hun legers de stad Gibeon aan. De Gibeonieten doen een beroep op Jozua en op het verdrag dat ze met hem gesloten hebben. Jozua vertrekt vervolgens met het gehele leger naar Gibeon en ze doen dit zo snel (in één nacht) dat ze de legers van de vijf koningen kunnen verrassen. Deze slaan op de vlucht en de Israëlieten achtervolgen hen. God komt de Israëlieten tijdens hun achtervolging ook nog te hulp: hij laat grote hagelstenen op de vluchtende vijanden vallen en laat, op verzoek van Jozua, de zon in de hemel stilstaan zodat de Israëlieten meer tijd hebben voor de achtervolging. Het resultaat is dat de vijand vernietigend wordt verslagen. De vijf koningen worden gedood.

#### Verdere veroveringen (10:29-11:15)
Op dezelfde dag dat de vijf koningen verslagen worden, nemen de Israëlieten nog de stad Makkeda in en doden ze alle inwoners. Vervolgens trekt Israël door naar het zuiden. Eerst naar Libna, daarna naar Lachis en Eglon, vervolgens naar Hebron en ten slotte naar Debir. Al deze steden en de omliggende steden worden ingenomen en hun inwoners gedood. Het zuidelijke gedeelte van Kanaän is nu door Israël veroverd en de Israëlieten keren terug naar Gilgal.
Jabin, de koning van de stad Hazor in het noorden van Kanaän, stuurt boodschappers naar alle andere koningen in het noorden en zij brengen samen een groot leger op de been, inclusief strijdwagens. God zegt echter tegen Jozua dat hij niet bang voor ze moet zijn. De Israëlieten trekken op naar de bronnen van Merom, waar de legers van de koningen van het noorden zich verzameld hebben, en daar verrassen ze de vijand en verslaan hen. Tijdens een achtervolging worden alle vijanden gedood. De pezen van de paarden van de vijandelijke legers worden doorgesneden en hun strijdwagens verbrand. Daarna wordt Hazor veroverd, haar inwoners worden gedood en de stad wordt in brand gestoken. Vervolgens worden ook de steden van de andere koningen veroverd en al hun inwoners gedood, maar deze steden worden niet in brand gestoken.

#### Overzichten (11:16-13:7)
Het verslag van de veroveringen in het noorden (11:1-15) vormt het einde van de reeks verhalen en verslagen over de verovering van Kanaän. Er volgt nu een aantal opsommingen en overzichten dat doorgaat tot hoofdstuk 22. Het grootste deel hiervan betreft de verdeling van het veroverde land over de Israëlische stammen. Maar eerst volgen er nog een paar afsluitende overzichten die betrekking hebben op de verovering van het land, namelijk: een overzicht van alle veroveringen (11:16-23), een lijst van overwonnen volken, steden en koningen (12) en een overzicht van nog te veroveren gebieden (13:1-7). Een van de gebieden die nog niet veroverd zijn is dat van de Filistijnen.
Jozua, die inmiddels al oud is, krijgt van God de opdracht om te stoppen met de verovering van het land en dit, inclusief de nog niet veroverde gebieden, onder de Israëlieten te verdelen.

### Deel 2: De verdeling van het land

De gebieden van de stammen (de precieze grenzen zijn niet bekend)

Dit gedeelte van Jozua bevat overzichten van welk deel van het land de verschillende stammen van Israël toegewezen krijgen om zich te vestigen. Het begint met een overzicht van de verdeling van het gebied ten oosten van de Jordaan dat al onder leiding van Mozes veroverd was en verdeeld was onder de stammen Ruben en Gad en een gedeelte van Manasse (Numeri 32).
Vervolgens begint in hoofdstuk 14 de verdeling van de gebieden ten westen van de Jordaan. Dit gebeurt onder leiding van Jozua, de hogepriester Eleazar (zoon van Aäron) en de stamhoofden. Ze maken hierbij gebruik van een soort loting, mogelijk met behulp van de Urim en Tummim. De nakomelingen van Levi, de Levieten, krijgen geen grondgebied, maar wel steden en weidegronden.
De beschrijvingen van de gebieden die de verschillende stammen toegewezen krijgen bevatten veel plaatsen en geografische aanduidingen waarvan we de locatie niet kennen. Tussendoor worden nog een aantal bijzonderheden beschreven, namelijk:
De toewijzing van Hebron aan Kaleb (14:6-15, 15:13-19)
Kaleb was een van de twaalf verspieders, en hij en Jozua waren de enigen van deze verspieders die op God bleven vertrouwen (Numeri 13-14). Hij krijgt het gebied dat hij indertijd verkend had, namelijk de stad Hebron en de omgeving.
Het erfdeel van de vrouwen (17:3-6)
Dit gedeelte vertelt over een vijftal vrouwen uit de stam Manasse wiens vader (Selofchad) zonder zoons overleden is. In zo'n geval was de gewoonte dat het erfdeel van de dochters aan de broers van hun vader vervalt. Numeri 27:1-14 vertelt dat God, naar aanleiding van de situatie van deze vijf vrouwen, opdracht geeft om het erfdeel in zo'n geval aan de dochters te geven. In Jozua 17:3-6 gebeurt dit inderdaad: de vijf vrouwen krijgen elk net als de mannen een eigen gebied toegewezen.
Efraïm en Manasse klagen (17:14-18)
De stammen Efraïm en Manasse klagen bij Jozua dat de hun toegewezen gebieden te klein zijn. Jozua wijst deze klacht echter als onterecht van de hand.
Silo (18:1-10)
In dit gedeelte vernemen we dat het middelpunt van het bestuur van het volk zich van Gilgal naar Silo verplaatst. De zeven stammen die op dit moment nog geen eigen gebied hebben blijken ondertussen weinig zin te hebben om zich in een eigen gebied te vestigen en Jozua moet hen aansporen.

#### Vrijsteden en Levietensteden (20-21)
Na het verdelen van het land over de stammen worden er een aantal vrijsteden aangewezen. Wanneer iemand een ander vermoorde of doodsloeg, was het gebruikelijk dat een familielid van het slachtoffer wraak nam op de dader. Als er echter sprake was van een ongeluk, dan kon de dader naar een vrijstad vluchten waar hij mocht blijven tot de zaak uitgezocht was en hij òf werd vrijgesproken, òf alsnog werd uitgeleverd (zie ook Numeri 35:9-29 en Deuteronomium 19:1-14).
Verder worden er nog een aantal steden voor de Levieten aangewezen. Deze leden van de stam Levi waren bestemd voor de dienst in de tempel en kregen daarom geen eigen leefgebied. Wel kregen ze aantal steden met de bijbehorende weidegronden (zie ook Numeri 35:1-8).

### Deel 3: Afsluitende hoofdstukken

#### Terugkeer van de Overjordaanse stammen en bouw van een altaar (22)
Nu het land voor een groot deel veroverd is en verdeeld over alle stammen, kunnen de leden van de stammen Dan, Ruben en een deel van Manasse terugkeren naar hun eigen gebieden. Zij hadden al eerder, onder Mozes, grondgebied gekregen aan de overkant van de Jordaan, maar moesten de overige stammen wel meehelpen de rest van het land te veroveren.
Op de terugweg bouwen zij bij de Jordaan een opvallend groot altaar. De overige stammen zijn bang dat dit betekent dat de Overjordaanse stammen daar willen offeren in plaats van in de tabernakel, en er misschien zelfs voor afgoden willen offeren, en dat ze dus nu al ongehoorzaam zijn aan God. Ze besluiten daarom tegen de drie Overjordaanse stammen ten strijde te trekken. Maar eerst sturen ze een afvaardiging naar hen toe. Dan blijkt er sprake te zijn van een misverstand: het altaar is niet bedoeld om op te offeren, maar is bedoeld als gedenkteken.

#### Volksvergadering in Sichem en Jozua's dood (24)
Hoofdstuk 23 bevat een toespraak, een soort afscheidsrede, van Jozua voor het hele volk. In hoofdstuk 24 wordt verteld dat Jozua het volk bijeenroept in Sichem, waar hij ook een toespraak houdt. Hij vertelt hoe God het volk geholpen heeft bij de uittocht uit Egypte en bij de inname van Kanaän en roept hen nogmaals op om alleen God te dienen en geen afgoden. Houden ze zich daar niet aan, dan zal God hen niet langer helpen en zich tegen hen keren. Het volk antwoordt met de belofte dat ze God zullen dienen. Als herinnering hieraan maakt Jozua een gedenkteken.
Het boek sluit af met de dood van Jozua, korte tijd na de vergadering in Sichem. Hij werd 110 jaar en wordt begraven in Timnat-Serach, in het gebied dat hij zelf had gekregen tijdens de verdeling van het land (Jozua 19:49,50).
Het land Kanaän is nu voor een groot deel in handen van de Israëlieten en ze hebben het onder de 12 stammen verdeeld, maar er zijn nog verschillende gebieden die niet, of niet helemaal, veroverd zijn. Het boek Richteren gaat verder waar het boek Jozua stopt en vertelt dat de Israëlieten na Jozua's dood aan God vragen welke van de stammen als eerste de strijd met de (overgebleven) Kanaänieten moet aanbinden.

## Theologie
Het land Kanaän was het Beloofde Land: JHWH had aan de aartsvaders beloofd dat hun nageslacht dit land zou bezitten. In het boek Jozua wordt deze belofte vervuld. Een van de centrale thema's in het boek is dan ook dat God zijn beloften vervult. Op zijn beurt moet de mens deze trouw van God met gehoorzaamheid beantwoorden. Als hij dat doet zal God hem helpen en bijstaan. Is de mens daarentegen ongehoorzaam, dan neemt God afstand van hem en volgen er tegenslag en verlies.

### Jozua en de deuteronomistische geschiedenis
De boeken Deuteronomium, Jozua, Rechters, Samuel en Koningen vormen samen de zogenaamde deuteronomistische geschiedenis. Deze deuteronomistische geschiedenis vormt, naar men over het algemeen aanneemt, een theologische eenheid en zou door een of meerdere redacteurs (ver) na de in Jozua beschreven gebeurtenissen samengesteld zijn, waarschijnlijk tijdens of vlak na de Babylonische ballingschap in de 6e eeuw v.Chr. De samenstellers van de deuteronomistische geschiedenis maakten gebruik van bestaande teksten en overleveringen die zij samenvoegden, redigeerden en soms aanvulden.
De deuteronomistische geschiedschrijver(s) hechtten een grote waarde aan 'het verbond' tussen God en het volk Israël. Dit verbond begon als een verbond tussen Abraham en God. Tijdens de reis in de woestijn wordt dit verbond tussen God en Abraham een verbond tussen God en het hele volk Israël, waarbij de deuteronomistische geschiedschrijver dit verbond opvat in de termen van Deuteronomium, de 'tweede wet'. Later wordt het ook een verbond tussen God en het huis van David, waarbij God belooft dat er altijd een nakomeling van David op de troon zal zitten. Dit verbond, dat lijkt op politieke en juridische overeenkomsten uit het oude Mesopotamië, vormt in zijn verschillende vormen de achtergrond van de deuteronomistische geschiedenis van Israël.
De deuteronomistische geschiedenis ziet de geschiedenis van Israël, vanaf de reis door de woestijn tot aan de Babylonische ballingschap, als een opeenvolging van ontrouw, straf, berouw en redding. Zolang de Israëlieten trouw zijn aan het verbond, en voor de deuteronomistische geschiedschrijver betekent dit vooral dat het volk geen afgoden vereert, houdt God zich aan zijn kant van het verbond. Zijn de Israëlieten echter ontrouw, dan worden ze door God in de steek gelaten of gestraft. Als ze zich vervolgens weer bekeren en de andere goden laten vallen, komt God hen weer te hulp en maakt een eind aan hun ellende. Dit patroon komt in de hele deuteronomistische geschiedenis telkens terug.
Hoewel dit patroon van ontrouw, straf, berouw en redding dus ook in het boek Jozua een rol speelt (bijvoorbeeld bij de inname van Ai), lijkt het voornaamste doel van het boek Jozua in de deuteronomistische geschiedenis een andere te zijn: met het verhaal over de inname van het beloofde land onder leiding van Jozua laat de deuteronomistische schrijver zien wat er gebeurt als de Israëlieten God wel trouw zijn. De inname van Kanaän, zoals verteld in het boek Jozua, is het succesverhaal van een volk dat, verenigt in hun trouw aan hun God JHWH en met hulp van die God, iedere vijand verslaat. De belofte uit Deuteronomium (en de rest van de Thora) wordt in het boek Jozua vervuld: God geeft Israël het beloofde land. Het boek Deuteronomium geeft de wetten waaraan de Joden zich moeten houden. Het boek Jozua laat zien hoe goed en voorspoedig het hen zal gaan als ze dat doen. De overige boeken van de deuteronomistische geschiedenis vertellen hoe het volk zich in werkelijkheid gedroeg, hoe ze zich telkens weer van God afwendden.

### Heilige oorlog, de ban en de claim op het Beloofde Land
In het boek Jozua is sprake van een heilige oorlog: de Israëlieten strijden voor JHWH en JHWH strijdt met hen. Hiermee verbonden is de praktijk van de ban. De Hebreeuwse term die gebruikt wordt is herem (Hebreeuws: חרם, ḥērem) wat zowel "vernietigd" als "gewijd" of "geheiligd" kan betekenen en verwant is aan het Arabische woord harim ("heilige grond"). Het woord wordt in het jodendom ook gebruikt voor excommunicatie.
Wanneer een stad onder de ban valt, moet die stad volledig vernietigd worden, alle inwoners moeten gedood worden en de Israëlieten mogen geen buit uit de stad houden. Deze ban wordt in Deuteronomium geïntroduceerd (Deuteronomium 7:2, zie ook 7:25,26 en 20:16-18) en wordt in Jozua een aantal keer toegepast. Deze praktijk was in het oude Nabije Oosten niet ongewoon. Op de Stele van Mesha uit de 9e eeuw v.Chr., die een beschrijving van de overwinning van koning Mesha van Moab op het koninkrijk Israël bevat, wordt een soortgelijke praktijk beschreven.
Het is de vraag in hoeverre de verhalen in Jozua op werkelijke gebeurtenissen gebaseerd zijn, en het boek zelf bevat ook aanwijzingen dat de verovering van het land in werkelijkheid heel anders verliep dan beschreven. Dit neemt echter niet weg dat het geweld van de Israëlieten tegen de plaatselijke bevolking gedetailleerd beschreven wordt en op geen enkele manier gerelativeerd wordt. Wat de schrijver van Jozua betreft was dit geweld goddelijk gelegitimeerd: het vernietigen van de oorspronkelijke bevolking werd niet alleen door God goedgekeurd, maar werd zelfs door hem bevolen.
Op het moment dat het boek Jozua samengesteld werd hadden de Israëlieten inmiddels een roerige geschiedenis achter de rug. Of de eerste edities van het boek pas ontstonden na de Babylonische ballingschap, of al tijdens de regering van koning Josia of nog eerder, het is in ieder geval zeker dat de samenstellers wisten hoe het de Joden in Kanaän over een periode van enkele eeuwen was vergaan. En vanuit die achtergrond wordt de inname van het beloofde land beschreven. Voor de samensteller van Jozua waren alle problemen waarmee Israël in de loop van de tijd in Kanaän te maken kreeg het gevolg van de ontrouw van Israël. Telkens wendden de Joden zich van God af om de goden van de Kanaänieten te vereren. Wat de schrijver van Jozua betreft kan Israël zich alleen als uitverkoren en trouw volk van God handhaven als het radicaal afstand neemt van niet-Israëlieten. Dit idee komt ook terug in andere Bijbelboeken die na de ballingschap tot stand gekomen zijn, zoals Ezra en Nehemia.
Een andere kwestie die mogelijk van invloed was op de manier waarop het boek Jozua de verovering van Kanaän beschrijft, is die van de claim op het beloofde land. In de eeuwen tussen de komst van de Israëlieten in Kanaän en het ontstaan van het boek Jozua was het bezit van het land Kanaän nooit vanzelfsprekend. Tot aan de ballingschap moesten de Israëlieten dit bezit telkens weer verdedigen tegen aanvallen van buitenaf. Na de ballingschap troffen de teruggekeerde ballingen een land aan dat inmiddels bewoond werd door een mix van "vreemdelingen" die van elders afkomstig waren en afstammelingen van Israëlieten die na de ballingschap in het land achtergebleven waren. De terugkeerde ballingen konden op weinig medewerking van deze twee groepen rekenen. Daarnaast waren er nog de Joden die besloten hadden na de ballingschap niet naar Kanaän terug te keren maar in het Perzische rijk te blijven wonen. Dit alles heeft er mogelijk toe geleid dat veel Joden begonnen twijfelen aan de status van Kanaän als het hun beloofde land. Het is tegen deze achtergrond dat Bijbelboeken als Ezra, Nehemia en Jozua, met hun radicale houding ten opzichte van niet-Israëlieten, zijn ontstaan.
Sommige onderzoekers zijn van mening dat de eerste zes boeken van de Bijbel, de Thora plus Jozua, een eenheid vormen, die dan de Hexateuch wordt genoemd. Het centrale thema in de Hexateuch is de relatie tussen Israël en het beloofde land Kanaän en de claim van Israël op dat land. De zes boeken van de Hexateuch vertellen (na het eerste deel vanaf de schepping) het verhaal van het volk Israël vanaf de roeping van Abraham, en de beloften die hij daarbij kreeg, tot de vervulling van die beloften met de inname van het Kanaän. Het boek Jozua sluit de hexateuch af en laat zien hoe de belofte van het beloofde land vervuld wordt.
De auteur(s) van Jozua benadrukken hierbij dat het God is die die belofte in vervulling doet gaan: het is God die het volk de opdracht geeft het land te veroveren, het is God die bepaald hoe dat moet gebeuren en het is God die ervoor zorgt dat de verovering van Kanaän succesvol verloopt. Voor de auteur van Jozua bestaat er geen twijfel over dat Israël recht heeft op het land Kanaän. God heeft het land aan Israël beloofd en God heeft het land aan Israël gegeven.
Ook wanneer we de aanname dat de zes Bijbelboeken van de hexateuch een eenheid vormen laten vallen, blijft het aannemelijk dat de claim van Israël op het beloofde land een belangrijke rol heeft gespeeld bij het tot stand komen van Jozua en het karakter van dat boek.

## Historiciteit
Het boek Jozua stelt de inname van Kanaän voor als een gezamenlijke, gecoördineerde militaire operatie van de Israëlische stammen onder het opperbevel van Jozua. De hoofdstukken 2 t/m 12 vertellen hoe de vijand - de lokale bevolking - tijdens een aantal goedgeplande militaire campagnes door het Israëlische leger verslagen wordt. Vervolgens wordt in hoofdstuk 13 t/m 22 het veroverde land onder de verschillende stammen verdeeld.
Archeoloog Ann Killebrew zegt hierover: "De meeste hedendaagse onderzoekers beschouwen het overgrote deel van de veroveringsverhalen in het boek Jozua als buiten de historische realiteit." In het boek Jozua zelf zijn er al aanwijzingen dat de vestiging in het land in werkelijkheid anders verliep. Een voorbeeld hiervan is vers 15:63, waarin gemeld wordt dat de Israëlieten niet in staat waren de oorspronkelijke bewoners van Jeruzalem, de Jebusieten, te verdrijven en dat Israëlieten en Jebusieten "tot op de dag van vandaag" samen in de stad wonen. Ook blijkt dat het gebied dat de Israëlieten in de hoofdstukken 2 t/m 12 veroveren slechts een klein deel van het hele land betreft. Over de inname van de rest van het land wordt niets verteld, hoewel in het tweede deel wel het hele land verdeeld wordt. Men neemt tegenwoordig dan ook aan dat de indeling van het hele land Kanaän zoals die in het tweede deel van het boek beschreven wordt in feite gebaseerd is op de situatie in een latere tijd (bijvoorbeeld die van het koninkrijk Israël).
Een ander beeld van de vestiging van de Israëlieten in Kanaän wordt gegeven in Rechters. In dit boek, dat waarschijnlijk dichter bij de historische gang van zaken komt dan Jozua, krijgen we de indruk dat de vestiging van de Israëlieten een geleidelijk proces is dat zich over een langere tijd afspeelt, en waarbij de verschillende stammen veelal onafhankelijk en lokaal opereren, zonder een vooropgezet plan.
Van verschillende steden die in Jozua genoemd worden, waaronder Jericho, Ai en Gibeon, is de locatie bekend en zijn resten opgegraven en onderzocht. Hierdoor hebben we informatie over de situatie in Kanaän in de tijd dat de verovering van Kanaän plaatsgevonden zou hebben (ergens in de late bronstijd, tussen 1600 - 1200 v.Chr.). Naast archeologische gegevens hebben we ook de beschikking over geschreven bronnen betreffende deze situatie, namelijk in de vorm van een groot aantal Egyptische teksten: de Amarna-brieven. Al deze archeologische en schriftelijke gegevens wijzen er niet op dat de inname van Kanaän een plotselinge en gewelddadige gebeurtenis was. Op basis van deze gegevens en de aanwijzingen in de tekst van Jozua zelf, nemen veel onderzoekers tegenwoordig aan dat de inname van Kanaän niet plaatsvond op de manier die in Jozua beschreven wordt.
Er zijn verschillende hypotheses wat betreft de werkelijke aard van de inname van Kanaän. Sommige onderzoekers gaan ervan uit dat het meer om een infiltratie dan een verovering ging: kleine groepen Israëlieten (misschien stammen of families) vestigden zich op verschillende plaatsen in het land. Soms woonden zij vreedzaam naast of tussen de oorspronkelijke bewoners en soms probeerden ze, al dan niet succesvol, de oorspronkelijke bewoners te onderwerpen of te verdrijven. Andere onderzoekers menen dat het niet om een beweging van buiten ging, maar om een interne ontwikkeling. In Kanaän bestond een groot aantal stadstaten die vaak bestuurd werden door kleine, machtige elites. De meerderheid van de bevolking bestond echter uit eenvoudige, arme boeren die door deze heersende elites uitgebuit werden. Deze boeren kwamen op een gegeven moment in opstand, waarbij ze zich verenigden in het geloof in dezelfde god, en waarbij ze mogelijk geleid werden door een zekere Jozua. Het is mogelijk, maar niet zeker, dat de aanzet voor deze opstand gegeven werd door groepen slaven die vanuit Egypte naar Kanaän trokken en wiens religie door de boeren die zich bij hen aansloten over werd genomen. Nog een andere hypothese is dat het ging om een ontwikkeling waarbij bedoeïenen zich begonnen te vestigen. Er zijn ook onderzoekers die een verband zien tussen de zogenaamde Habiru en de inname van Kanaän.